# Elecciones generales del Reino Unido de 1868
Las elecciones generales del Reino Unido de 1868 se saldaron con la victoria de los liberales de William Ewart Gladstone. Estas elecciones fueron las primeras en las que se amplió el sufragio a los propietarios de viviendas, tras la reforma del sufragio de 1867. Esto incrementó enormemente el número de hombres con derecho a voto en el Reino Unido. Fue la primera votación en la que se superó el millón de electores, se contabilizó más del triple de votos respecto a las anteriores elecciones.
Los liberales incrementaron su ventaja sobre los conservadores de Benjamin Disraeli.

## Resultados
| Partido | Partido             | Votos     | %    | Dif.  | Escaños | Dif. |
|         | Partido Liberal     | 1.428.776 | 61,5 | +2,0% | 387     | +18  |
|         | Partido Conservador | 903.318   | 38,4 | -2,1% | 271     | -18  |
|         | Otros               | 1.157     | 0,1  |       | 0       |      |

Votos totales: 2.333.251.